# ハピラピ 〜Sunrise〜
「ハピラピ 〜Sunrise〜」（ハピラピ 〜さんらいず〜）は、吉川友の2枚目のシングル。2011年10月5日にユニバーサル ミュージック ジャパンの社内レーベル・ユニバーサルJ（現：ポリドールレコード）から発売された。

## 概要
表題曲「ハピラピ 〜Sunrise〜」は、吉川友主演映画『Cheerfu11y』の主題歌であり、日本テレビ 汐留博覧会2011テーマソングである。ナタリーは「さわやかな朝にぴったりな」「ポップチューン」と評しており、モーニング娘。の道重さゆみは「明るくて楽しくなる曲」と評している。また、「ハピラピ」とは「ハッピーをラッピング」の略である。
初回限定盤A・B・C・D・通常盤の5種リリースで、初回限定盤B・C・Dにはそれぞれ別のカップリング曲が収録され、初回限定盤Aと通常盤には「ハピラピ 〜Sunrise〜」のリミックスバージョンが収録されている。また、初回限定盤Aには表題曲のミュージック・ビデオが収録されたDVDが付属している。

## 収録曲

### 初回限定盤A・通常盤
1. ハピラピ 〜Sunrise〜
作詞：大華奈央香、作曲・編曲：michitomo
2. ハピラピ 〜Sunrise〜（REMIX）
3. ハピラピ 〜Sunrise〜（Instrumental）

### 初回限定盤B
1. ハピラピ 〜Sunrise〜
2. Love you forever
作詞：大華奈央香・山田祐輔、作曲：山田祐輔、編曲：michitomo
3. ハピラピ 〜Sunrise〜（Instrumental）
4. Love you forever（Instrumental）

### 初回限定盤C
1. ハピラピ 〜Sunrise〜
2. 水色
作詞：大華奈央香、作曲：HARUKI.、編曲：michitomo
3. ハピラピ 〜Sunrise〜（Instrumental）
4. 水色（Instrumental）

### 初回限定盤D
1. ハピラピ 〜Sunrise〜
2. Sweetie
作詞：大華奈央香、作曲：CORIN.、編曲：michitomo
3. ハピラピ 〜Sunrise〜（Instrumental）
4. Sweetie（Instrumental）

## 予約イベント
シングル発売に先立ち、各地でシングル予約イベントが行われた。
| 公演日  | 都道府県 | 会場                                              | 形態               | 備考  |
| ------- | -------- | ------------------------------------------------- | ------------------ | ----- |
| 8月16日 | 東京都   | 日本テレビ汐留ぱっツンステージ （汐留博覧会2011） | ミニライブ・握手会 |       |
| 9月17日 | 愛知県   | タワーレコード名古屋パルコ店                      | サイン会           |       |
| 9月17日 | 愛知県   | リーフウォーク稲沢                                | ミニライブ・握手会 |       |
| 9月18日 | 東京都   | 新星堂本社地下ホール                              | ミニライブ・握手会 |       |
| 9月21日 | 東京都   | タワーレコード新宿店 10階                         | サイン会           |       |
| 9月23日 | 大阪府   | イオン茨木ショッピングセンター                    | ミニライブ・握手会 |       |
| 9月23日 | 大阪府   | ミヤコイオン大日店                                | サイン会           |       |
| 9月24日 | 東京都   | 池袋サンシャインシティ                            | ミニライブ・握手会 |       |
| 9月25日 | 東京都   | タワーレコード渋谷店                              | ミニライブ・握手会 | [ 4 ] |
| 10月2日 | 埼玉県   | HMV大宮LOFT                                       | ミニライブ・握手会 |       |

## リリース記念イベント
シングル発売を記念し、リリース記念イベントが行われた。
| 公演日  | 都道府県 | 会場                 | 形態                     | 備考 |
| ------- | -------- | -------------------- | ------------------------ | ---- |
| 10月4日 | 東京都   | タワーレコード渋谷店 | ミニライブ・握手会       |      |
| 10月6日 | 東京都   | タワーレコード新宿店 | サイン会                 |      |
| 10月7日 | 東京都   | SHIBUYA TSUTAYA      | 握手会                   |      |
| 10月8日 | 東京都   | タワーミニ汐留店     | ポスターサイン会・握手会 |      |